# Synaphris letourneuxi
Synaphris letourneuxi är en spindelart som först beskrevs av Simon 1884.  Synaphris letourneuxi ingår i släktet Synaphris och familjen Synaphridae.
Artens utbredningsområde är Egypten. Inga underarter finns listade i Catalogue of Life.